# Arthur Cumming
Arthur Warren J. Cumming (8 maggio 1889 – 9 maggio 1914) è stato un pattinatore artistico su ghiaccio britannico.
È deceduto a soli 25 anni a causa del tetano in seguito a un incidente motociclistico.

## Palmarès

### Individuale
| Evento                | 1911 | 1912 | 1913 |
| --------------------- | ---- | ---- | ---- |
| Campionati mondiali   | 5°   |      |      |
| Campionati britannici | 1°   |      | 1°   |

### Coppie
(con Mrs. Arthur Cadogan)
| Evento              | 1912 | 1913 |
| ------------------- | ---- | ---- |
| Campionati mondiali | 7°   | 7°   |

### Figure speciali
| Evento          | 1908 |
| --------------- | ---- |
| Giochi olimpici | 2°   |